# Ивашковцы (Тернопольская область)
Ивашковцы (укр. Івашківці) — село в Збаражской городской общине Тернопольского района Тернопольской области Украины.
Код КОАТУУ — 6122483003. Население по переписи 2001 года составляло 244 человека.
До 2020 года входило в Збаражский район.

## Географическое положение
Село Ивашковцы находится на левом берегу реки Гнездечна,
выше по течению на расстоянии в 3 км расположено село Опреловцы,
ниже по течению на расстоянии в 0,5 км расположено село Стегниковцы.

## История
- 1760 год — дата основания.

## Объекты социальной сферы
- Школа I ст.
- Клуб.

## Известные уроженцы
- Марчук, Иван Дмитриевич (род. 1944) — советский и российский военный деятель, генерал-полковник.